# Darby (Montana)
Darby è una città degli Stati Uniti d'America situata nel Montana, nella Contea di Ravalli.